# Коновалова, Варвара Михайловна
Варвара Михайловна Коновалова (27 мая 1909, село Селиловичи Снопотской волости Брянского уезда Орловской губернии, теперь Рогнединского района Брянской области, Российская Федерация — 22 августа 1995, город Севастополь, Автономная Республика Крым) — украинский советский деятель, новатор сельскохозяйственного производства, звеньевая-виноградарь совхоза имени Полины Осипенко Бахчисарайского района Крымской области. Герой Социалистического Труда (26.02.1958). Депутат Верховного Совета УССР 5-го и 6-го созывов.

## Биография
Родилась 27 мая 1909 (по другим данным — 1910) года в крестьянской семье. Получила неполное среднее образование.
С 1929 года работала в колхозах на Брянщине. Во время Великой Отечественной войны погиб её муж-партизан. Сама же Варвара Коновалова с сыном эвакуировалась в Тамбовскую область, где работала в колхозе «Красная нива».
В 1944 году переехала в город Севастополь. Проживала в поселке имени Полины Осипенко (теперь — в составе Севастополя) и работала в созданном в этом же селе виноградарском совхозе имени Полины Осипенко Бахчисарайского района Крымской области. Член КПСС.
Не имея ранее опыта виноградарства, благодаря упорному труду и постоянному стремлению к внедрению передового опыта стала одним из лучших специалистов по уходу за виноградниками. За сезон 1957 года добилась абсолютного рекорда урожая для всего Крыма — на площади 32 гектара сняла по 112 центнеров винограда с каждого гектара, а виноград сорта «Черноморский» снимала на площади 8,6 гектара по 180 центнеров с гектара.
За особые заслуги в развитии сельского хозяйства и достижение высоких показателей по производству зерна, сахара, свеклы, мяса, молока и других продуктов сельского хозяйства и внедрение в производство достижений науки и передового опыта, Указом Президиума Верховного Совета СССР от 26 февраля 1958 года Коноваловой Варваре Михайловне присвоено звание Героя Социалистического Труда с вручением ордена Ленина и золотой медали «Серп и Молот».
В 1969 году вышла на пенсию, но еще много лет продолжала работать в совхозе имени Полины Осипенко Бахчисарайского района.
Похоронена в городе Севастополе.

## Награды
- Герой Социалистического Труда (26.02.1958)
- орден Ленина (26.02.1958)
- орден «Знак Почета» (30.04.1966)
- медали